# Trey Songz
Tremaine Aldon Neverson (Petersburg, Virginia, 28 november 1984), beter bekend onder zijn artiestennaam Trey Songz, is een Amerikaanse zanger, producer en acteur.

## Levensloop
Songz groeide op in een militair gezin, wat ervoor zorgde dat hij zijn vocale capaciteiten pas op 14-jarige leeftijd ontdekte. Record producer Troy Taylor ontdekte Songz tijdens een talentenjacht in 2000, wat uiteindelijk leidde tot een contract bij Atlantic Records in 2002. Nadat hij de middelbare school had doorlopen, verhuisde hij naar New Jersey, waar hij in 2003 aan de opnamen voor zijn eerste album begon. Zijn debuutalbum, I Gotta Make It, verscheen in 2005. Het werd gevolgd door de albums Trey Day (2007), Ready (2009) en Passion, Pain & Pleasure (2010).

## Discografie

### Albums
| Album met eventuele hitnotering(en) in de Nederlandse Album Top 100 | Datum van verschijnen | Datum van binnenkomst | Hoogste positie | Aantal weken | Opmerkingen |
| ------------------------------------------------------------------- | --------------------- | --------------------- | --------------- | ------------ | ----------- |
| I gotta make it                                                     | 2005                  | -                     |                 |              |             |
| Trey day                                                            | 2007                  | -                     |                 |              |             |
| Anticipation                                                        | 2009                  | -                     |                 |              |             |
| Ready                                                               | 2009                  | -                     |                 |              |             |
| Passion, pain & pleasure                                            | 11-03-2011            | 19-03-2011            | 58              | 1            |             |
| Chapter V                                                           | 2012                  | 25-08-2012            | 6               | 3            |             |
| Trigga                                                              | 2014                  | 01-07-2014            | 23              | 3            |             |
| Tremaine                                                            | 2017                  | 24-04-2017            | 23              | 3            |             |

### Singles
| Single met eventuele hitnotering(en) in de Nederlandse Top 40 | Datum van verschijnen | Datum van binnenkomst | Hoogste positie | Aantal weken | Opmerkingen  |
| ------------------------------------------------------------- | --------------------- | --------------------- | --------------- | ------------ | ------------ |
| Say Aah                                                       | 15-03-2010            | 29-05-2010            | tip6            | -            | met Fabolous |

| Single met hitnotering(en) in de Vlaamse Ultratop 50 | Datum van verschijnen | Datum van binnenkomst | Hoogste positie | Aantal weken | Opmerkingen     |
| ---------------------------------------------------- | --------------------- | --------------------- | --------------- | ------------ | --------------- |
| Say Aah                                              | 2010                  | 03-07-2010            | tip25           | -            | met Fabolous    |
| Bottoms Up                                           | 08-11-2010            | 29-01-2011            | tip13           | -            | met Nicki Minaj |
| Can't Get Enough                                     | 17-10-2011            | 29-10-2011            | tip79           | -            | met J. Cole     |
| Na Na                                                | 2014                  | 22-02-2014            | tip18           | -            |                 |
| Foreign                                              | 2014                  | 19-07-2014            | tip37           | -            |                 |
| Touchin', Lovin'                                     | 2015                  | 14-02-2015            | tip82           | -            | met Nicki Minaj |
| Bum Bum                                              | 2015                  | 01-08-2014            | tip71           | -            | met Kat DeLuna  |

## Filmografie

### Film
| Jaar | Titel             | Rol                | Toelichting |
| ---- | ----------------- | ------------------ | ----------- |
| 2008 | Queen of Media    | DJ I.V.            |             |
| 2010 | Preacher's Kid    | Monty              |             |
| 2013 | Texas Chainsaw 3D | Ryan               |             |
| 2013 | Baggage Claim     | Damon Diesel       |             |
| 2018 | Blood Brother     | Sonny              |             |
| 2019 | Sex Crimes        | Professor Lombardo |             |

### Televisie
| Jaar | Titel                 | Rol      | Toelichting                         |
| ---- | --------------------- | -------- | ----------------------------------- |
| 2009 | Lincoln Heights       | Zichzelf | Eén aflevering: "Relative Unknown"  |
| 2010 | When I Was 17         | Zichzelf | Documentaire                        |
| 2010 | Trey Songz: My Moment | Zichzelf | Documentaire                        |
| 2014 | Total Divas           | Zichzelf | Eén aflevering: "The House Sitters" |